# Pierwiosnek łyszczak
Pierwiosnek łyszczak, pierwiosnka łyszczak Primula auricula L. – gatunek rośliny należący do rodziny pierwiosnkowatych. Rośnie dziko w Alpach, północnych Apeninach, zachodnich Karpatach, Bałkanach. W Polsce tylko w Tatrach. W Pieninach wyginął. Na Słowacji spotykana powszechnie na wapieniach we wszystkich wyższych grupach górskich (m.in. Zachodnie i Bielskie Tatry, Mała i Wielka Fatra, Niżne Tatry, Góry Choczańskie, Muránska planina). Zarówno w Polsce jak i na Słowacji występuje wyłącznie podgatunek subsp. hungarica, który jest subendemitem zachodnich Karpat.

## Morfologia
PokrójMłode rośliny omączone.
LiścieWszystkie zebrane w przyziemną rozetę. Nieco mięsiste, gładkie, brzegiem chrząstkowate, omszone lub gładkie, wyrastające na krótkich i szerokich ogonkach. W pączku mają brzegi zwinięte do góry.
KwiatyZwykle wonne (pachnące morelami), o zrosłym, dzwonkowatym kielichu wyciętym na szczycie w 5-6 ząbków. Korona kwiatu o średnicy 15–30 mm jest żółta, złożona z 5 zrosłych, wyciętych na szczycie płatków. Tworzy rurkę długości ok. 1 cm, na szczycie rozchylającą się. Wewnątrz korony 1 słupek i 5 pręcików z krótkimi nitkami. Głąbik kwiatowy wysokości do 25 cm z baldaszkiem na szczycie. Przysadki do 4 mm długości, jajowate.
OwocTorebka z licznymi nasionami o ciemnobrunatnej barwie.

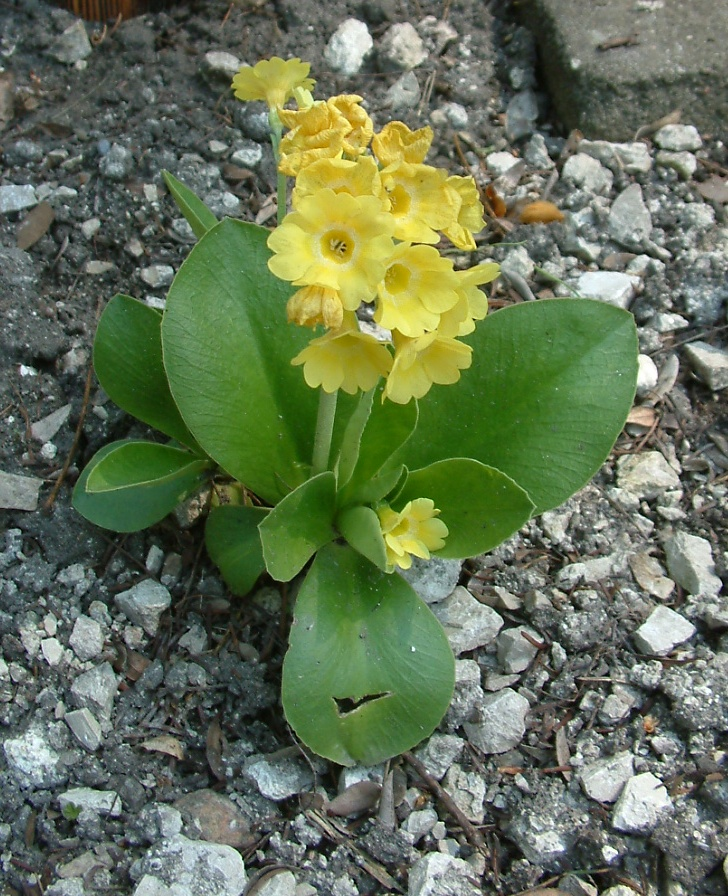
Pokrój
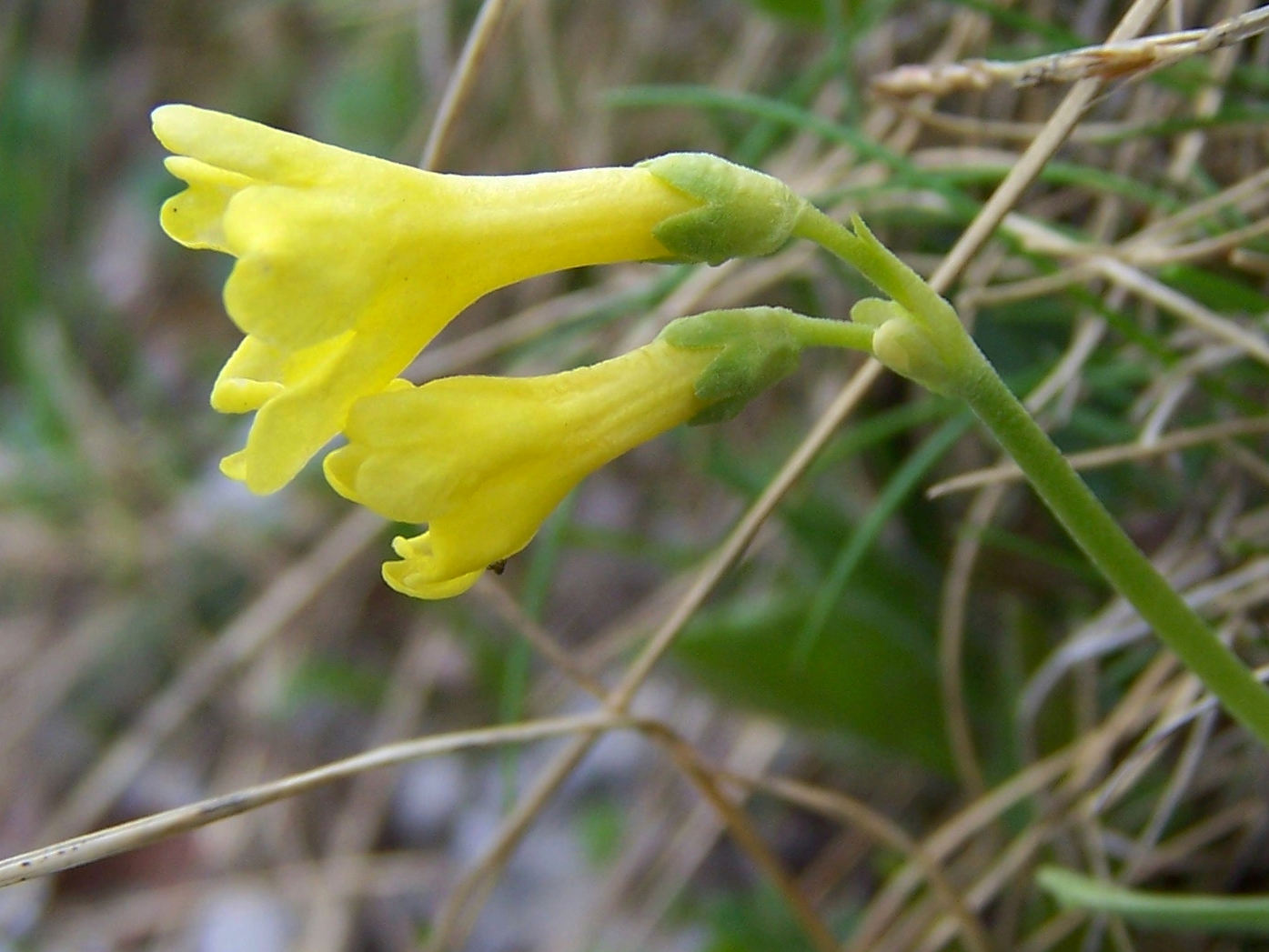
Kwiaty
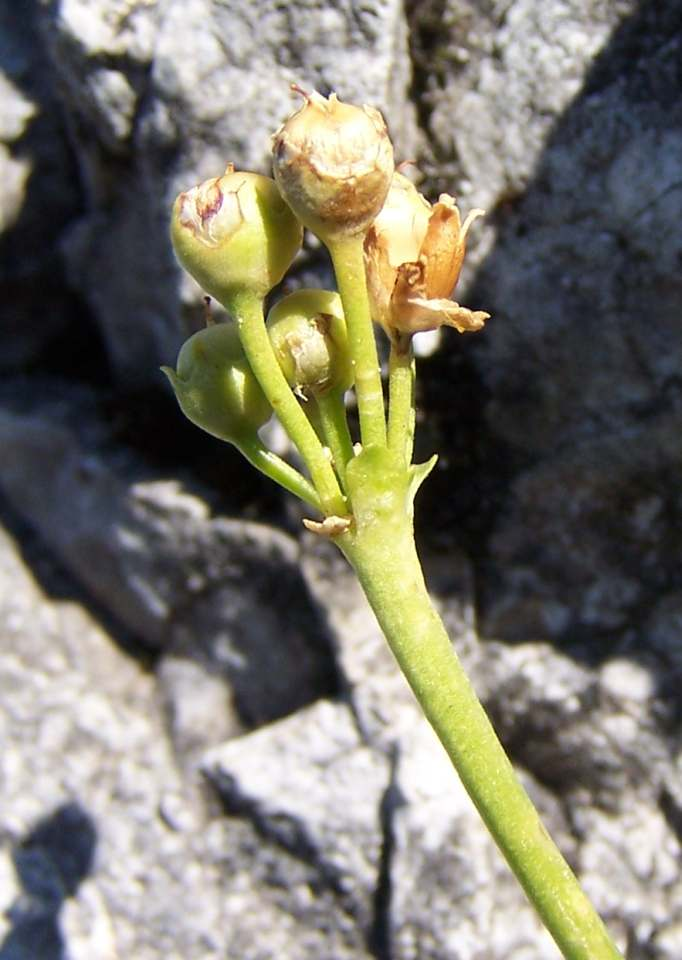
Owoce

## Biologia i ekologia
Bylina. Kwitnie od kwietnia do czerwca. W kwiatkach występuje heterostylia utrudniająca samozapylenie. Roślina jest owadopylna i wiatrosiewna. Siedlisko: skały wapienne, murawy. Roślina wapieniolubna. W Tatrach występuje od podnóża aż po piętro halne. W klasyfikacji zbiorowisk roślinnych gatunek charakterystyczny dla związku (All.) Potentillion caelescentis.

## Zagrożenia i ochrona
Roślina objęta w Polsce od 2004 ścisłą ochroną gatunkową. Nie jest zagrożona, wszystkie jej stanowiska w Polsce znajdują się na obszarze Tatrzańskiego Parku Narodowego. 

## Zastosowanie
Roślina ozdobna: ozdobna bylina wiosenna ogródków i rabat. Gatunek wysokogórski, ale dobrze aklimatyzujący się w ogródkach. Szczególnie często uprawiany jest w ogródkach skalnych. Najlepiej rośnie na gliniasto-próchnicznym podłożu z dodatkiem gruzu wapiennego, na słonecznym i wilgotnym stanowisku. Jest całkowicie mrozoodporny. Rozmnaża się przez oddzielanie bocznych różyczek liściowych, lub wysiew nasion.